# Геккер Адольф-Фрідріх Карлович
Адольф-Фрідріх Карлович Геккер (1844 , Кронштадт, Санкт-Петербурзька губернія  — 1 (13) серпня 1896 , Київ, Київська губернія, Російська імперія ) — головний архітектор Києва в 1877–1892 роках.

## Біографія
Народився 1844 року в Кронштадті в родині російського купця прусського походження, який деякий час був віце-консулом. З 1865 по 1871 рік навчався в Петербурзькій академії мистецтв, яку закінчив із званням некласного художника 3-го ступеня; у 1876 році отримав звання класного художника 3-го ступеня. У 1868 році нагороджений срібною медаллю другого ступеня.
Займав посаду помічника архітектора в управлінні маєтками Імператорського дому «Лівадія» (Лівадія, Крим); у червні 1873 року був відряджений до Києва в удільну контору для проектування та будівництва контори й церкви в Богуславі, а в 1877 році залишив службу в Департаменті і поселився в Києві. Мешкав по Кирилівській вулиці в будинку Бильської.
Зайняв посаду міського архітектора, після Володимира Ніколаєва з 7 квітня 1877 року по 28 травня 1892 року.
Помер 1 (13) серпня 1896 року. Похований в Києві на Лук'янівському кладовищі.

## Архітектурні роботи
У своїй творчості використовував форми неоренесансу, неороманіки, неоросійського і «цегляного» стильових напрямків.
За його проектами в Києві здійснено:
- реконструкцію будинку капітана Іванова на Набережному шосе, 4 для працівників водопостачання міста (1878);
- реконструкцію колишнього будинку Меленського на розі вулиць Хорива та Костянтинівської, 13/11 (1882).

Зведені житлові будинки:
- житловий будинок на вул. Прорізній, 8 (1880, не зберігся),
- священика М. Лінчевського по Рейтарській вулиці, 7 (1881);
- житловий корпус в садибі на розі вулиць Костянтинівської, 21/12 і Ярославської вулиці (1881, первісний будинок за проектом М. Самонова);
- дерев'яний особняк на Шовковичній вулиці, 17 (1881–1883, не зберігся);
- житловий будинок Тальберга на вулиці Ярославів Вал, 22 (1883), надбудований пізніше;
- житловий будинок Т. Булишкіна на вулиці Верхній Вал, 18 (1883–1884);
- житловий будинок В. Гневушиної на Ярославській вулиці, 22 (1886),
- житловий корпус з крамницями І. Бліндера на вулиці Нижній Вал, 21 (1889),
- житловий будинок А. Сироткіна на вулиці Петра Сагайдачного, 19 (1891, співавтор С. Кривиш);
- будинок и садибі Жуковського на вулиці Петра Сагайдачного (кінець XIX — початок XX століття);
- будинок на вулиці П. Сагайдачного, 29 (кінець XIX — початок XX століття);
- Готель Дудмана на вулиці Нижній Вал, 39 (1892);
- корпуси дитячого (нині дерматологічне відділення; 1889–1891) та пологового відділення (тепер урологічний центр; 1892; зведено під керівництвом В. Ніколаєва 1893–1896, пізніше надбудовано) Олександрівської лікарні;
- будівлю реального училища лютеранської громади (тепер науковий заклад по Лютеранській вулиці, 20; 1895);
- іконостас для церкви святої Катерини на Лук'янівському кладовищі (1889);
- житловий будинок священика М. Бутовського на Воздвиженській вулиці, 10-в (1880);
- будинок на Андріївському узвозі (кінець XIX — початок XX століття).

Спільно з архітекторами В. Ніколаєвим і В. Сичуговим брав участь у забудові будинками невеликої поверховості Круглоуніверситетської вулиці (кінець 1870-х).

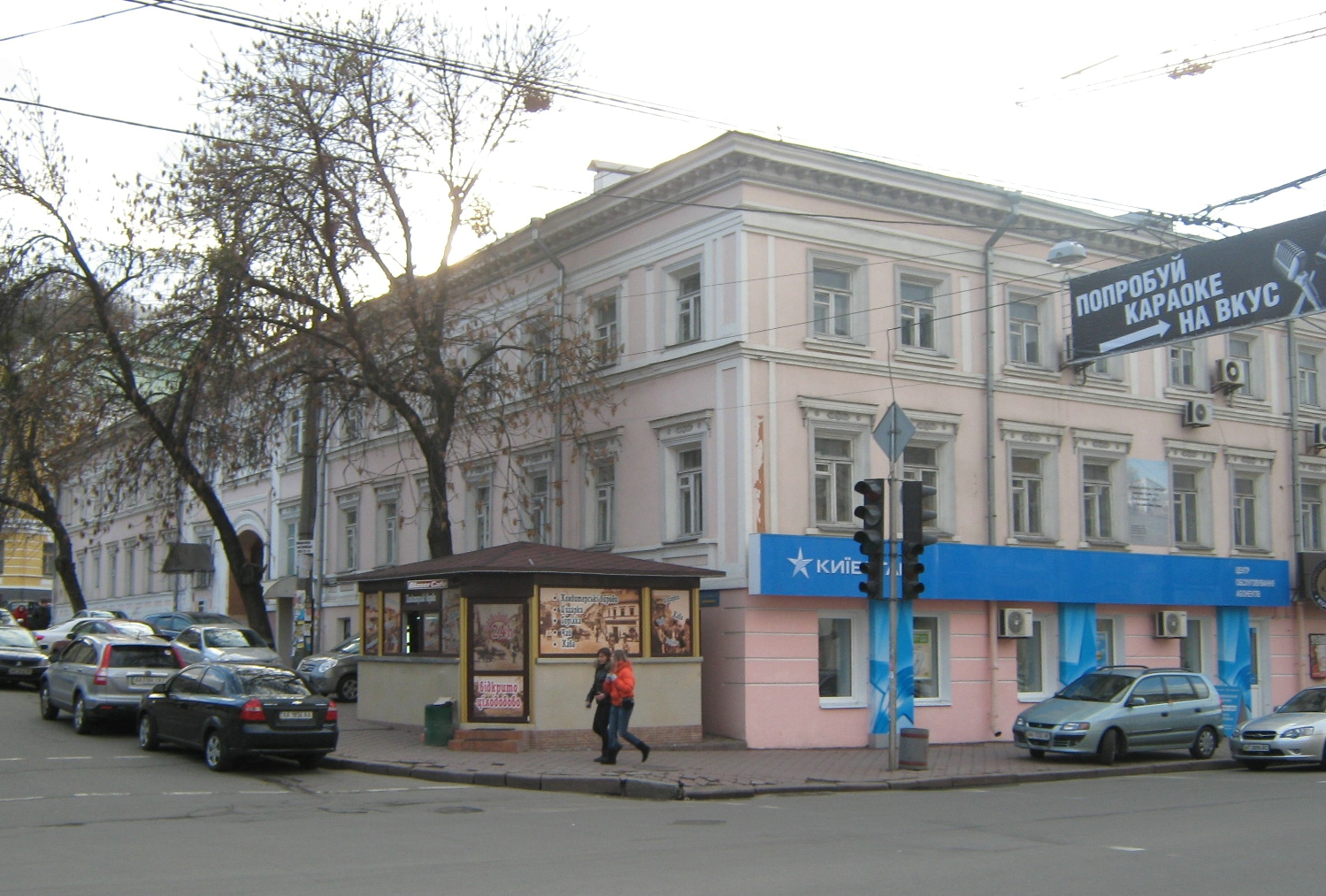
Вул. Сагайдачного, 29
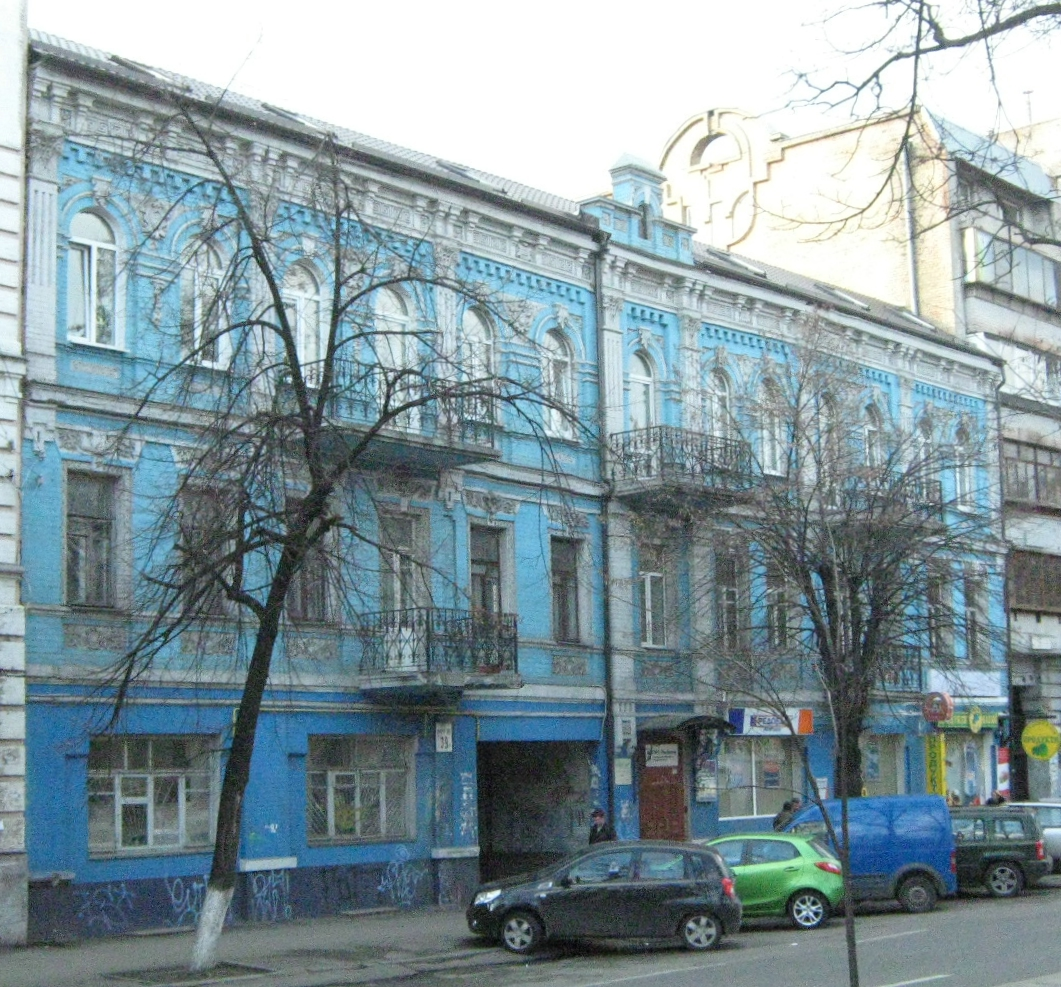
Вул. Нижній Вал, 39
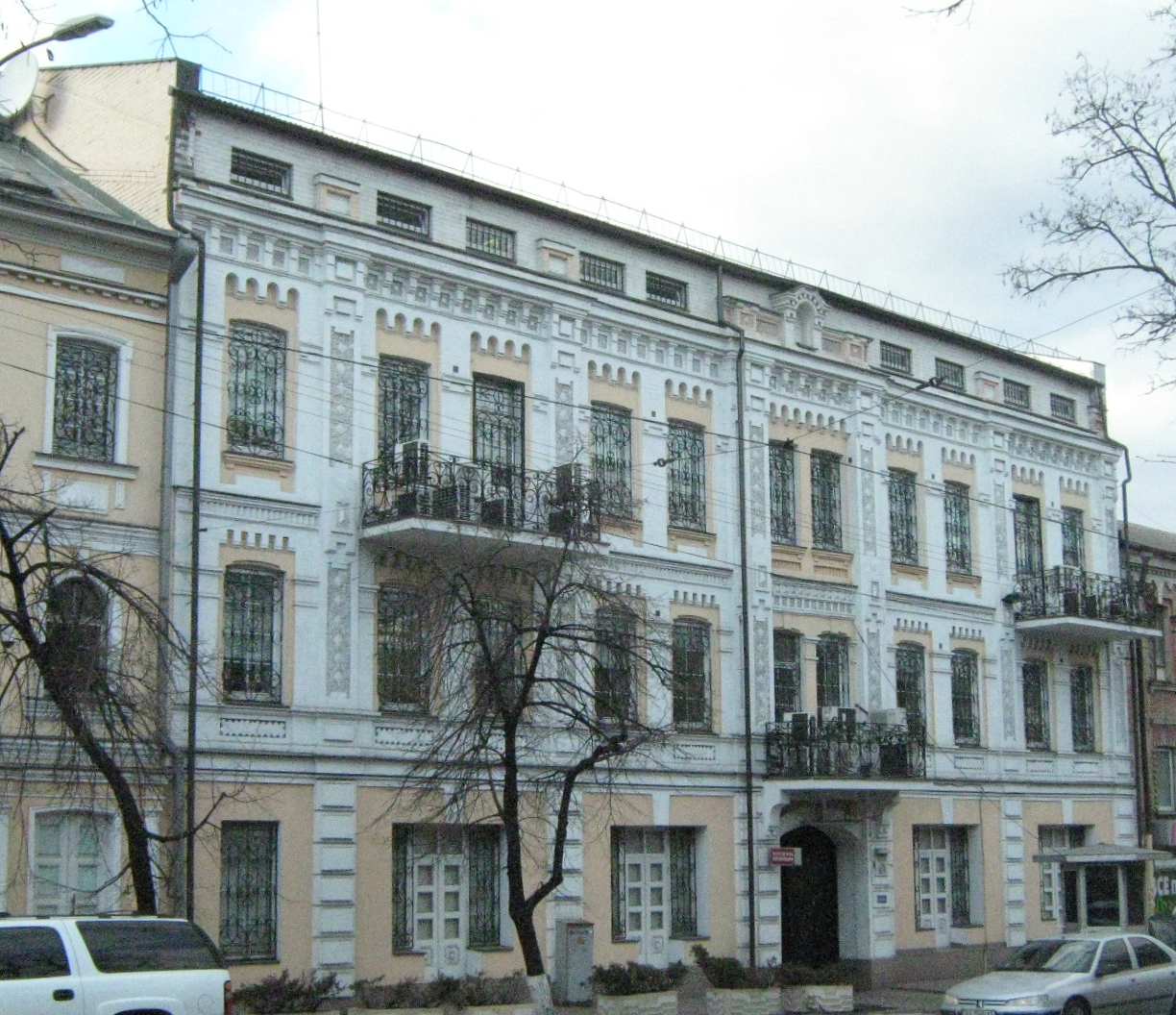
Вул. Нижній Вал, 21
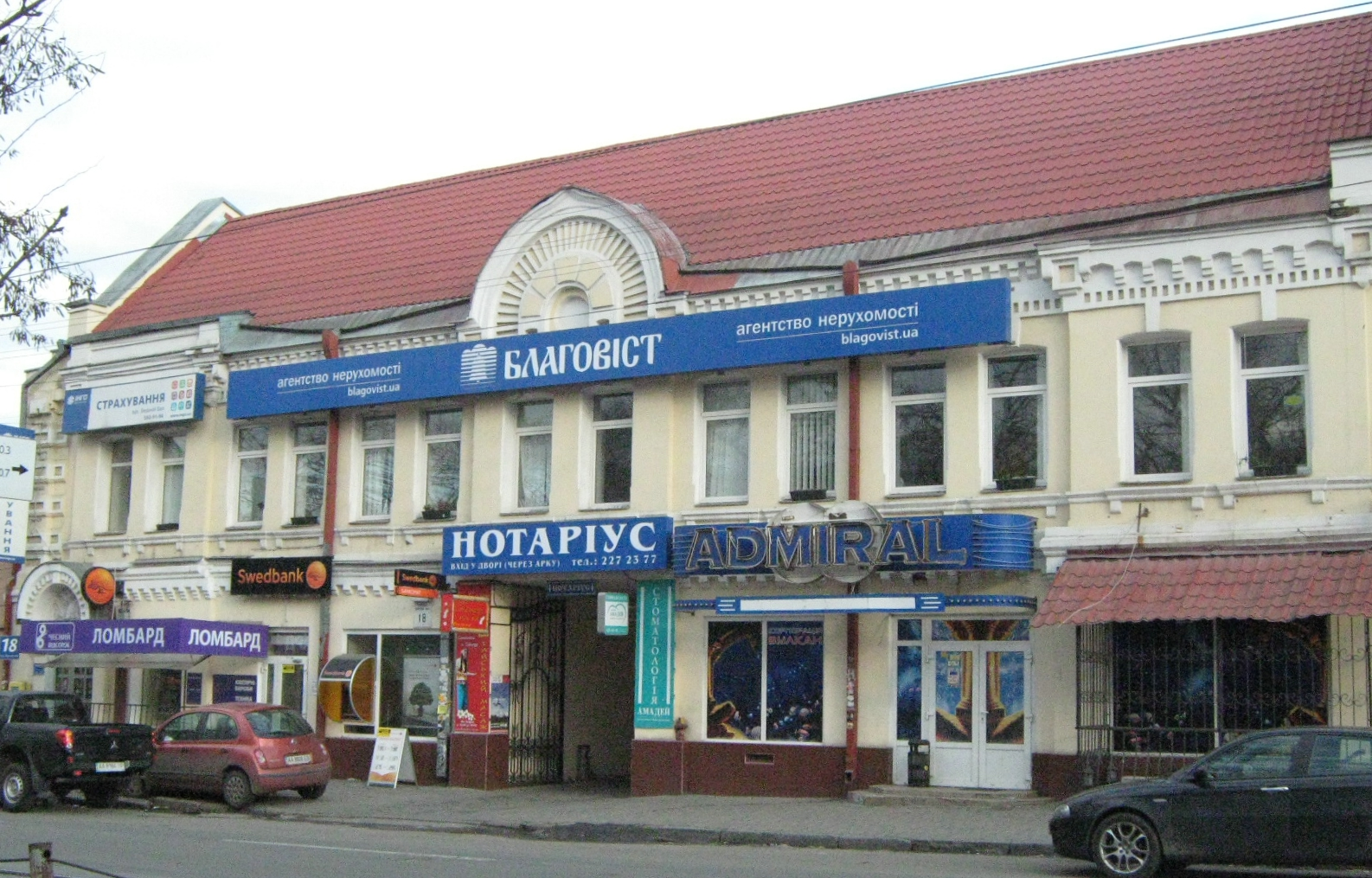
Вул. Верхній Вал, 18
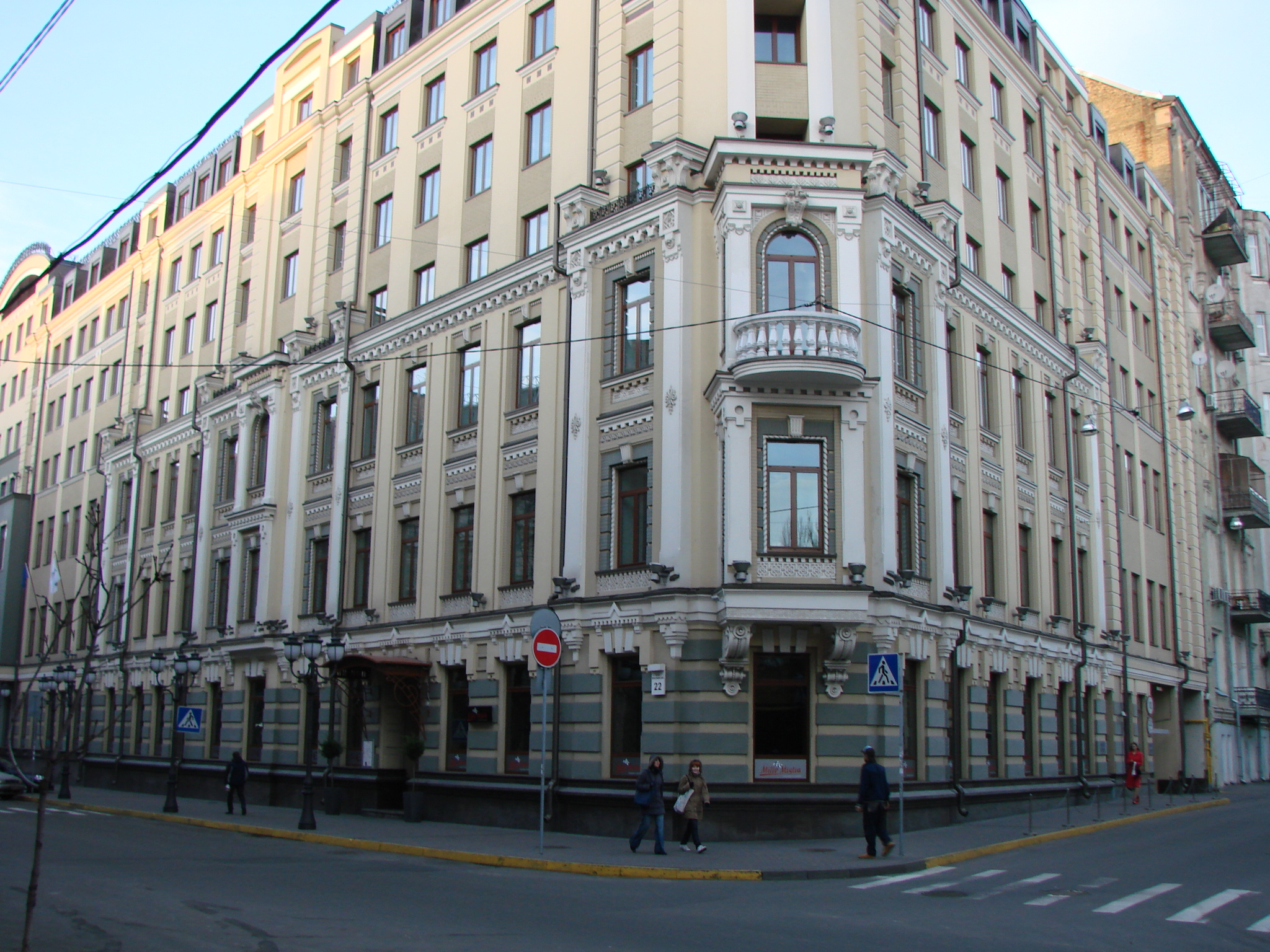
Вул. Ярославів Вал, 22